# Simone Benmussa
 (avril 2018).
Si vous disposez d'ouvrages ou d'articles de référence ou si vous connaissez des sites web de qualité traitant du thème abordé ici, merci de compléter l'article en donnant les références utiles à sa vérifiabilité et en les liant à la section « Notes et références ».
Simone Benmussa (10 juillet 1931 à Tunis - 5 juin 2001 à Paris) est une metteuse en scène, dramaturge, scénographe et écrivain française.

## Biographie
Née à Tunis, Simone Benmussa a fait ses études à Paris : Sciences Po et philosophie à la Sorbonne.
Elle devient conseillère littéraire de la Compagnie Jean-Louis Barrault - Madeleine Renaud. À partir de 1957, elle devient la rédactrice en chef des Cahiers Renaud-Barrault. Tout en dirigeant, depuis l'Odéon-Théâtre de France, le service culturel et les Cahiers de la compagnie Renaud-Barrault, elle met en scène des spectacles à partir de 1976.
Elle a participé à de nombreux festivals et colloques, dont le Festival du théâtre d'Amérique Latine (Cuba, 1966), où elle était membre du jury ; le Colloque de Venise (Festival de septembre 1967) ; le Festival universitaire de Parme (mars 1968) ; le Colloque de Strasbourg, où sa communication portait sur L'Insolite au théâtre (Faculté de Strasbourg, 1972) ; le Colloque de Florence sur La Folie et le Théâtre de recherche (université de Florence, 1973) ; le Festival du jeune théâtre italien, en 1974 ; la Conférence à Budapest pour l'Institut Français (mission du ministère des Affaires étrangères) ; le Colloque de l'université de Madison (Wisconsin, États-Unis) sur les Théâtres d'avant-garde (mission du ministère des Affaires étrangères) ; le Colloque de Salerne (Italie).
Simone Benmussa a partagé sa vie pendant de nombreuses années avec son amie Erika Kralik et meurt à l'âge de 69 ans à Paris. Elle est enterrée à Paris, au Cimetière du Montparnasse.

## Carrière

### Théâtre
- 1976 : Portrait de Dora d'Hélène Cixous, qui s'inspire  d'un cas d'hystérie  traité par Freud, avec Nathalie Nell, Michelle Marquais et la participation de la chorégraphe et danseuse Carolyn Carlson, extraits filmés par Nestor Almendros et Marguerite Duras. Théâtre d'Orsay, Tournée en France, Suisse et Vienne (Autriche). Création à Londres (1979) avec Caroline Langrishe et Sheila Gish.
- 1977 : La Plage de Severo Sarduy, avec Jany Holt, Stéphane Fey, Gérard Falconetti.
- 1977-1978 : La Vie singulière d'Albert Nobbs d'après George Moore, avec Juliet Berto. La pièce sera reprise à Londres avec Susannah York, à Rome avec Maddalena Crippa, en Irlande, avec Jane Brennan, à New York, avec Glenn Close qui remportera un Obie Award puis, de nouveau à Paris en 1988, avec Aurore Clément, qui remportera le prix de la Révélation Théâtrale décerné  par le Syndicat de la Critique Dramatique, et en 1988-1989 avec Elizabeth Bourgine.
- 1979 : Apparences d'après Henry James avec Susannah York, Sabine Haudepin, Sami Frey et Roland Bertin.Création à Londres (1980) avec Susannah York.
- 1981 : La Mort d'Ivan Illitch d'après Tolstoï avec Andréa Ferréol et Jacques Spiesser.
- 1981 : Virginia d'Edna O'Brien d'après les textes et lettres de Virginia Woolf,  traduction de Guy Dumur, avec Catherine Sellers.
- 1982 : Camera Oscura d'après Gertrude Stein avec la chorégraphe et danseuse Lucinda Childs.
- 1982-1983 : Freshwater de Virginia Woolf. L'originalité de cette création qui ne connut que deux représentations à Paris, au Centre National Georges Pompidou - 15 décembre 1982 - et le 7 novembre 1984 au Théâtre du Rond-Point (les bénéfices de cette représentation iront à Amnesty International), vient du fait qu'elle n'est interprétée que par des écrivains dont Eugène Ionesco, Nathalie Sarraute, Guy Dumur, Jean-Paul Aron, Viviane Forrester, Alain Robbe-Grillet, Florence Delay, Joyce Mansour ou, encore Michel Deguy(et Erika Kralik). Cette pièce a fait l'objet d'une tournée à Londres (novembre 1983), Spolèto (Italie) (4 juillet 1984) et New York (20 octobre 1983).
- 1984 : Enfance de Nathalie Sarraute, avec Martine Pascal, Stéphane Fey, Ines Des Longchamps et Erika Kralik et la voix enregistrée de Nathalie Sarraute.  La pièce sera mise en scène par Simone Benmussa à New York l'année suivante sous le titre "Childhood", avec Glenn Close.
- 1984-1985 : Human Voice, La Voix humaine de Jean Cocteau, avec Susannah York, à Londres, New York, Bucarest, Budapest, Athènes, et au Festival d'Édimbourg.
- 1985 : Retour à Florence d'après Henry James, dans une adaptation de Jean Pavans, Théâtre Renaud-Barrault, avec Arielle Dombasle, Pierre Vaneck, Maxence Mailfort.
- 1986 : Pour un oui ou pour un non de Nathalie Sarraute (Création en France), avec Sami Frey et Jean-François Balmer. (Reprise à Paris en 1988 et tournée en France et Suisse jusqu'en 2000). La pièce, créée à New York par Simone Benmussa sous le titre For no good reason, connaîtra un immense succès avec, notamment une création à Barcelone avec José-Maria Flotats et Juanjo Puigcorbé; production qui sera couronnée du prix de la meilleure mise en scène, du meilleur décor, de la meilleure interprétation.
- 1986 : Le Bain de Diane de Pierre Klossowski, avec Valéria Magli et Pietro Pizzuti et la voix enregistrée de Pierre Klossowski.
- 1988 : Le Vallon d'après Agatha Christie, avec Catherine Rich, Anna Nogara, Maxence Mailfort, et les danseurs Michael Popper et Sally Owens, Théâtre Renaud-Barrault.
- 1989 : Michelet ou le don des larmes d'Elisabeth de Fontenay, d'après les textes de Jules Michelet, avec Bérangère Dautun, Catherine Hiegel, Roland Bertin, et la voix off d'Antoine Vitez, Comédie-Française au Petit Odéon.

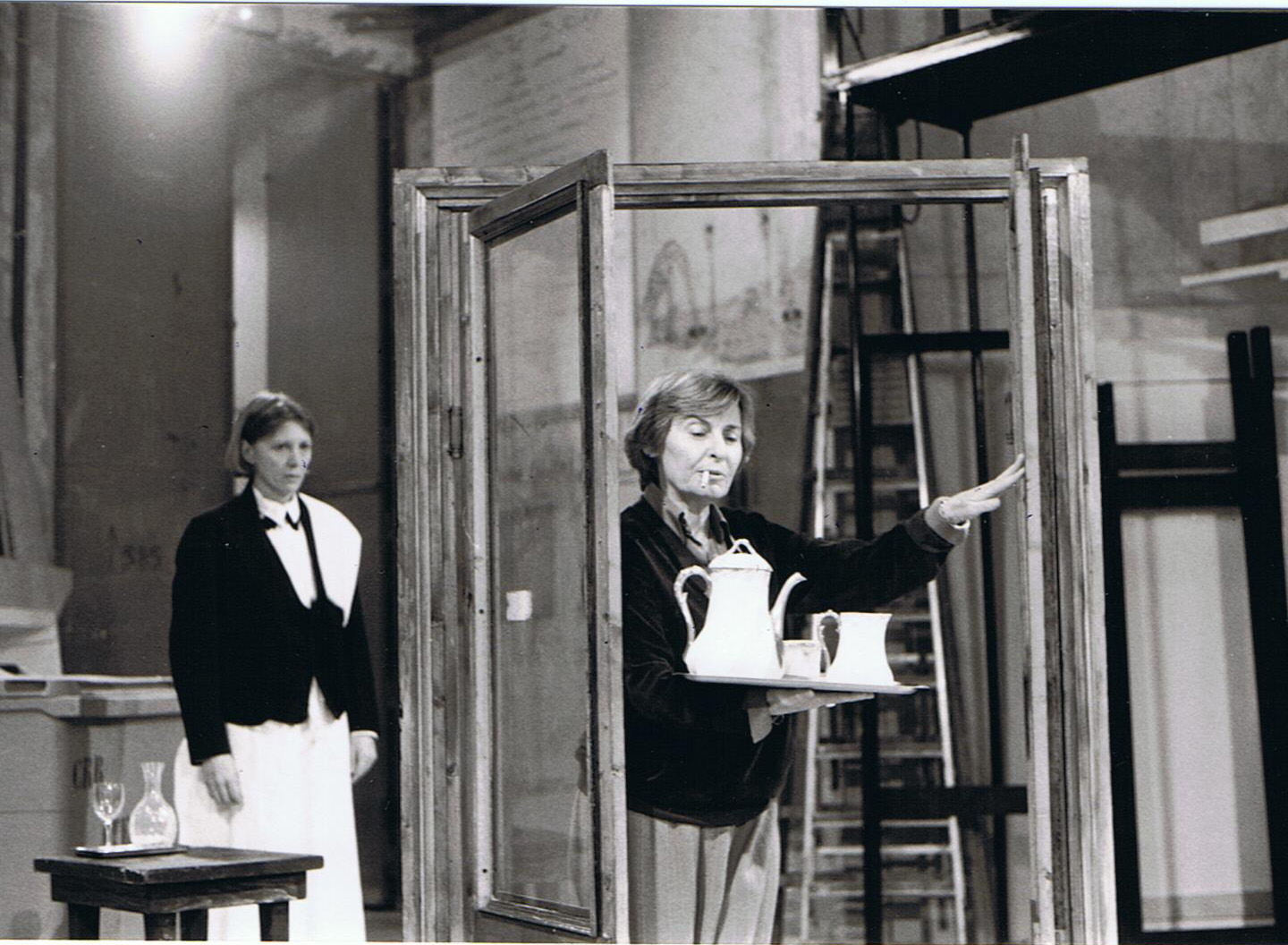
Simone Benmussa et Aurore Clément : répétition d’Albert Nobbs, 1988.

- 1990 : L'Absolu naturel de Goffredo Parise, avec Arielle Dombasle et Facundo Bo.
- 1993 : Fièvre romaine et Christopher d'Edith Wharton, avec Danièle Lebrun. Les deux pièces seront reprises en 1995.
- 1995 : Les Voyageurs d'après les textes de Nietzsche et Lou Andreas-Salome, musique de Nietzsche et Schoenberg, avec Cyrielle Clair.
- 1995-1996 : Les Dones d'en Jake (Jake's Women) de Neil Simon, à Barcelone.
- 1996 : Scènes de folie, montage de textes de Lautréamont, Maupassant, Strindberg, Nietzsche, Kleist, Shakespeare, à Barcelone.
- 1996 : Le Peintre et ses modèles d'après Henry James, Studio des Champs-Elysées, avec Catherine Sellers, Pierre Tabard, Maxence Mailfort, Nicolas Vaude, Nino Del Prete.
- 1999 : Feu Sacré de Bruno Villien, d'après  la correspondance et le Journal de George Sand et Frédéric Chopin.
- 2000 : Matricule de Luc Bassong, avec Nâzim Boudjenah.

Par ailleurs, Simone Benmussa a mis en scène Happy days (Oh les beaux jours) de Samuel Beckett à Londres (1994) avec Angela Pleasence, The Revolt (La Révolte)  de Villiers de l'Isle-Adam, Londres 1980 (avec Susan Hampshire) et la pièce  de  Jane Bowles In the summer house, Barcelone 1992, en catalan. 
Elle a également monté, en 1987, un opéra-spectacle :  Le Prisme du Chaman, sur l'œuvre picturale de Paul Jenkins à L'Opéra national de Paris (Salle Favart, avec Cyril Atanassoff) et des expositions-spectacles comme La Traversée du temps perdu au Musée des arts décoratifs de Paris en 1978 ; L'Opéra secret de Maria Callas, au Musée Carnavalet, 1979 ;  Mozart à Paris, également au Musée Carnavalet, 1991 et Maria Callas, une femme, une voix, un mythe à l'Hôtel de ville de Paris, 1998.

### Cinéma
- 1978 : Regards sur Nathalie Sarraute, avec Nathalie Sarraute, Juliet Berto et Erika Kralik. (Production du Centre national Georges-Pompidou) présenté à Cannes dans le cadre des "Perspectives du cinéma français".

### Littérature
- 1966 : Eugène Ionesco, Éditions Seghers.
- 1990 : L'Absolu Naturel, Paris, Des Femmes.
- 1971 : Ionesco, Paris, Seghers.
- 1977 : La Vie singulière d'Albert Nobbs, Paris, Des Femmes  (ISBN 2721001078).
- 1978 : La Traversée du temps perdu, Paris, Des Femmes  (ISBN 2-7210-0142-6).
- 1978 : Benmussa directs : "Portrait of Dora" and "The singular life of Albert Nobbs", en Anglais, John Calder, London (1979) et Riverrun Press, Incorporated, 1979  (ISBN 9780714537641).
- 1979 : Apparences, Paris, Des Femmes  (ISBN 272100168X). (A Erika)
- 1984 : Le Prince répète le prince, roman, Éditions du Seuil. (Pour E.K.)
- 1987 : Qui êtes-vous, Nathalie Sarraute?, Éditions La Manufacture.
- 1999 :  Entretiens avec Nathalie Sarraute, (réédition du livre précédent), Tournai, La Renaissance du Livre  (ISBN 2804603032).

## Divers
- Par amitié, Simone Benmussa a accepté en 1978 de faire de la figuration dans le film de Peter Handke : La Femme gauchère.
- Plusieurs études sur le travail de Simone Benmussa sont préparées aux États-Unis et des séminaires consacrés à son travail ont lieu dans diverses universités, dont la UCD School of English, Drama & Film (Irlande) ; le Saint Mary of the Woods College, Indiana ; The University of Reading (Grande-Bretagne).
- Le fonds d'archives personnelles de Simone Benmussa déposé à la Bibliothèque nationale de France (Département des Arts du Spectacle) contient de la correspondance, des manuscrits, des costumes et une partie de sa  bibliothèque personnelle. - (Producteur : Erika Kralik, Légataire Universelle de Simone Benmussa.)
- Le fonds d'archives personnelles de Simone Benmussa déposé à l'IMEC (Institut Mémoires de l'édition contemporaine) contient des lettres et textes manuscrits envoyés à Simone Benmussa (Samuel Beckett, Jean-Louis Barrault,  Marguerite Duras, Nathalie Sarraute, Pablo Neruda, Eugène Ionesco, Pierre Boulez, Jean Cocteau, Luis Buñuel, Jacques Derrida, Michel Foucault, Fellini, Julien Gracq, Vladimir Jankélévitch, Milan Kundera, Félix Labisse, André Malraux, André Pieyre de Mandiargues, Hélène Cixous, etc.), des carnets, notes et textes manuscrits de Simone Benmussa, des photographies des spectacles et des photographies  personnelles, des cassettes audio d'Interviews avec et de Simone Benmussa, des entretiens  de Simone Benmussa avec Eugène Ionesco, Nathalie Sarraute, André Pieyre de Mandiargues, Octavio Paz, Luca Ronconi, Hélène Cixous, etc., des conférences de Simone Benmussa, des discussions, des cassettes vidéo de ses spectacles, ses dessins et peintures. (Producteur : Erika Kralik, Légataire Universelle de Simone Benmussa.)

## Citations
- « Les acteurs devront jouer avec l'irréel comme si c'était une partie concrète de leur vie quotidienne - ce qui est précisément le cas. » (Simone Benmussa)
- « [...] Son art est particulièrement sensible [...]. Simone, avec subtilité, suggère. Elle a le goût de la technique, de la synthèse, du linéaire, du montage soigné, enfin elle a le sens du rythme. Elle a une imagination sinueuse - veut-on la suivre ? [...] elle ne nous lâche plus. » (extrait d'un texte de Jean-Louis Barrault sur Simone Benmussa).